# بودن یا نبودن (فیلم ۱۹۴۲)
بودن یا نبودن (انگلیسی: To Be or Not to Be) فیلمی در ژانر کمدی-درام به کارگردانی ارنست لوبیچ است که در سال ۱۹۴۲ منتشر شد.

## بازیگران
- کارول لمبارد
- جک بنی
- رابرت استاک
- لیونل اتویل
- الک کریگ
- هلموت دانتینه
- جیمز فینلیسون (نامش در عنوان‌بندی فیلم نیامده)
- استنلی ریجز
- ماد ایبرن